# Kurczak katsu

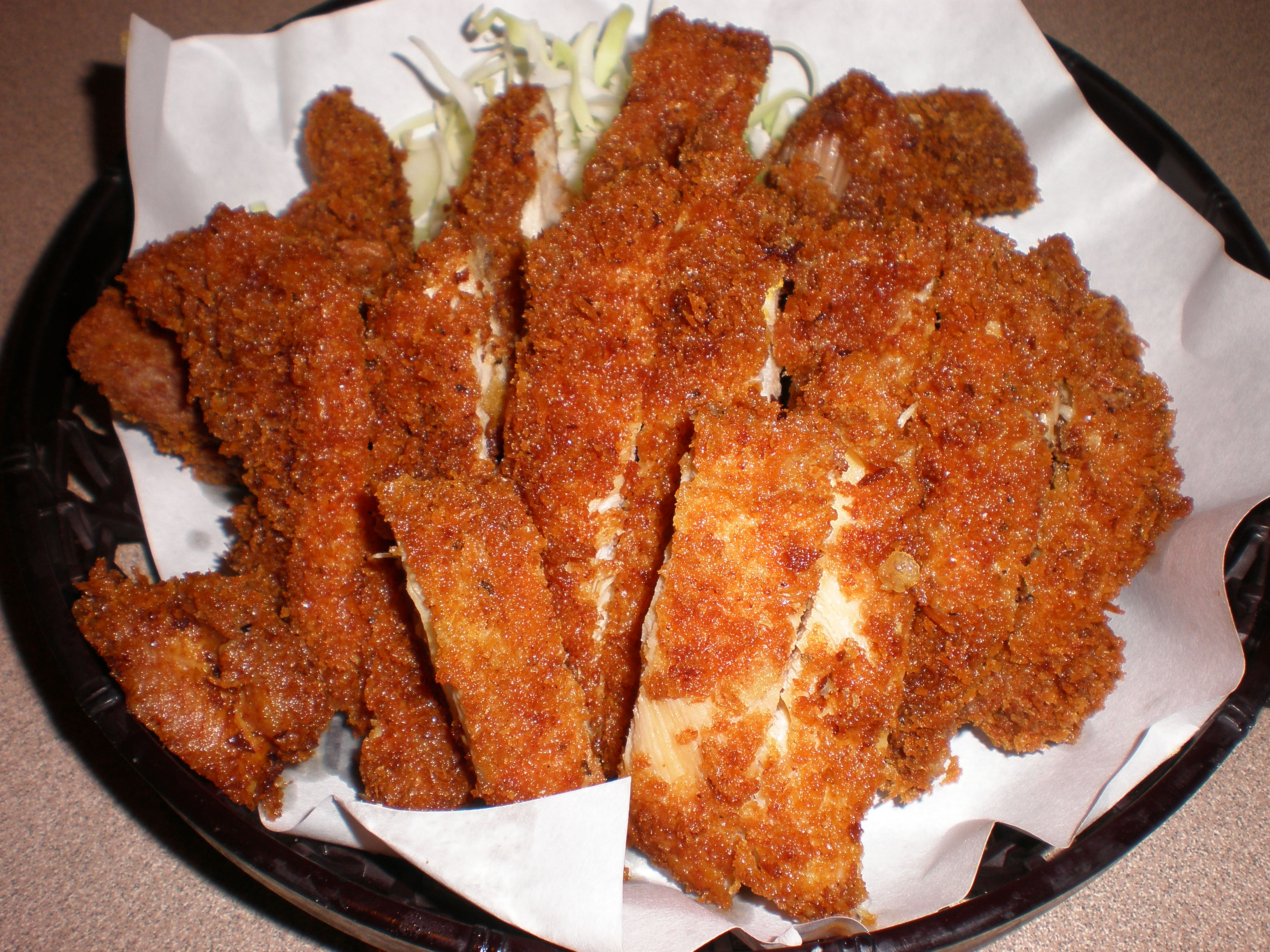
Kurczak katsu

Kurczak katsu (jap. チキンカツ, także: panko chicken lub torikatsu, 鶏 カ ツ) – drobiowe danie kuchni japońskiej znane również na Hawajach, w Kalifornii i innych częściach Świata.
Katsu to odmiana panierowanego w japońskiej bułce tartej i jajku sznycla z kurczaka, smażonego około pięć minut na gorącym tłuszczu. Danie podawane jest z bulionem.